# Tauragė
För andra betydelser, se Tauragė (olika betydelser).
Tauragė (lyssna (fil), žemaitiska: Tauragie; polska: Taurogi; tyska: Tauroggen; jiddisch: Tovrig (טאווריג); ryska: Тауроген, Тауроги/Taurogen, Taurogi) är en stad i Tauragė län i Litauen. Staden är länets huvudort och ligger vid floden Jūra, inte långt från gränsen till den ryska exklaven Kaliningrad. Tauragė hade 21 516 invånare (2020).

## Historia
Orten omnämndes i skrift 1507 i samband med att en kyrka uppfördes på platsen. Orten tillhörde Brandenburg-Preussen från 1691 till 1793, då furstinnan Ludwika Karolina Radziwiłł medförde furstendömet som hemgift i sitt första äktenskap med markgreve Ludvig av Brandenburg. Territoriet utgjorde under denna period en preussisk exklav i Polen-Litauen, men återfördes till Polen-Litauen i samband med den nya gränsdragningen vid Polens andra delning 1793. Redan 1795 kom dock området att tillfalla Ryska kejsardömet genom Polens tredje delning och Polen-Litauens upplösning därigenom.
Under perioden från 1795 till 1918 var området ryskt territorium. Under Napoleons återtåg från Ryssland ingick här den preussiska generalen Yorck på eget bevåg vapenstillestånd med den ryska generalen Diebitsch-Zabalkanskij, utan att inhämta tillstånd från den preussiska kungen. I praktiken kom därför stilleståndet, Tauroggenkonventionen, att bli vändpunkten när Preussen lämnade den franska koalitionen och åter anslöt sig till de allierade mot Napoleon, efter att kungen ställts inför fullbordat faktum.
Orten förstördes genom en omfattande brand 1836. Författaren Honoré de Balzac verkade här under en kortare vistelse 1843 med Ewelina Hańska.
Under första världskriget förstördes stora delar av stadens infrastruktur av retirerande tyska trupper 1915. 1927 inträffade här ett uppror mot Antanas Smetonas litauiska regering, men upproret slogs snabbt ned. Efter att Litauen ockuperats av Sovjetunionen 1940 fungerade stadens slott som interneringsläger för litauiska dissidenter och polska krigsfångar. Många invånare i orten deporterades av NKVD till Gulag efter det sovjetiska maktövertagandet. Under Operation Barbarossa kom orten att efter det tyska anfallet 1941 överges av de retirerande sovjetiska styrkorna, för att därefter ockuperas av nazisterna. Mer än fyratusen judiska invånare från staden och den omkringliggande landsbygden mördades under kriget. Hösten 1944 ockuperades Litauen av Röda armén, och förblev sovjetiskt territorium fram till 1990.

## Sport
- FK Tauras Tauragė